# 親朴新黨
親朴新黨（韩语：／ Chinbagsindang）是一個大韓民國的极右翼政黨，由原我們共和黨籍議員洪文鐘於2020年2月25日成立，2024年4月16日解散。

## 历史
親朴新黨党首洪文鐘曾为自由韩国党籍议员，在趙源震成立大韩爱国党后经常出席其组织的抗议活动。
2019年，洪文鐘加入大韩爱国党，该党后来更名为我們共和黨。
2020年2月10日，洪文鐘退出我們共和黨。
2月25日，親朴新黨正式成立，洪文鐘当选代表。
2020年大韩民国国会选举中，该党候选人全部落选。2024年4月16日，该党因无人参与各级选举而被依法解散。

## 主张
親朴新黨支持美日韩三方联盟。洪文鐘曾反对部分韩国议员对美国驻韩大使哈里·B·哈里斯的批评。